# 纳布格拉姆
纳布格拉姆（Nabgram），是印度西孟加拉邦Barddhaman县的一个城镇。总人口4643（2001年）。

## 人口
该地2001年总人口4643人，其中男性2518人，女性2125人；0—6岁人口527人，其中男278人，女249人；识字率58.17%，其中男性为68.31%，女性为46.16%。